# Lombard (instytucja)

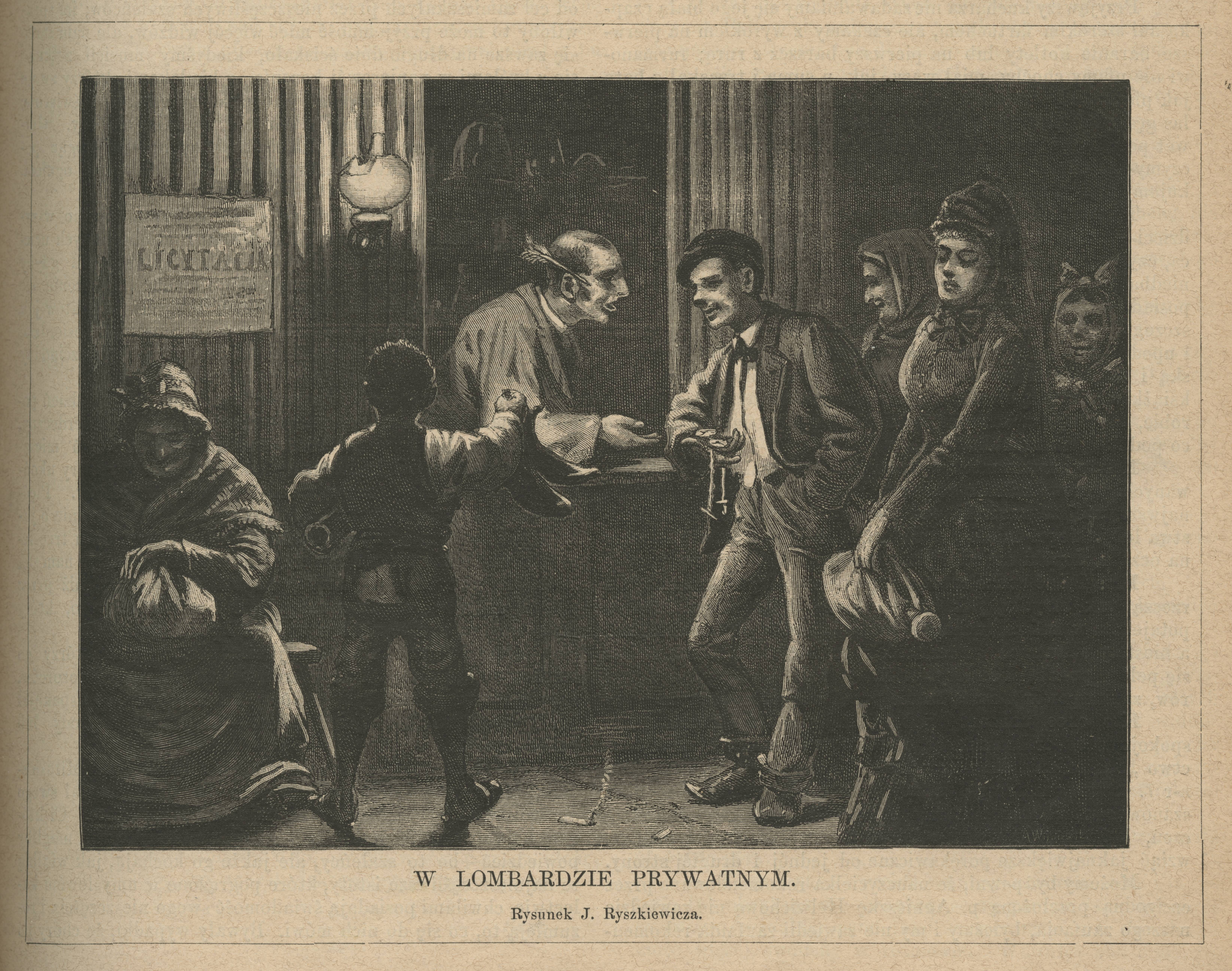
Lombard w końcu XIX wieku

Lombard – instytucja zajmująca się skupem, sprzedażą oraz udzielająca pożyczek pod zastaw. Nazwę swą zawdzięcza lombardom, włoskim bankierom działającym w Europie Zachodniej u schyłku średniowiecza.
W Polsce w okresie międzywojennym instytucja ta nazywała się oficjalnie zakładem zastawniczym. W Polsce Ludowej instytucja ta nie funkcjonowała, swoją działalność wznowiła po roku 1989 jako lombard.
Pożyczki są udzielane najczęściej pod zastaw ruchomości takich jak:
- telefony komórkowe
- komputery i laptopy
- tablety
- sprzęt RTV – telewizory, konsole
- wartościową biżuterię oraz zegarki
- złoto i srebro
- monety
- sprzęt budowlany
- sprzęt sportowy
- samochody.

Pożyczka lombardowa jest zawsze udzielana pod zastaw. To jedyna forma jej zabezpieczania. Nie ma możliwości uzyskania od lombardu pożyczki bez przedłożenia wartościowego przedmiotu do zastawienia. W większości przypadków przedmiot ten pozostaje w lombardzie do momentu spłaty pożyczki. Na mocy umowy kredytowej kwota wyliczona na podstawie wartości zastawu zostaje wypłacona od ręki klientowi, a przedmiot może zostać cedowany na właściciela lombardu w razie niespłacenia pożyczki w danym terminie. Od 7 stycznia 2024 r. działalność lombardową reguluje ustawa z dnia 14 kwietnia 2023 r. o konsumenckiej pożyczce lombardowej (Dz.U. z 2024 r. poz. 1111).
Zaletą pożyczki lombardowej jest to, że w razie niespłacenia przez pożyczkobiorcę zobowiązania, zastawiany przedmiot pokrywa zobowiązania pożyczkobiorcy, dzięki temu nie występuje dalsze narastanie długu pożyczkobiorcy.
Kwoty pożyczek lombardowych są zależne od wartości zastawu, jednakże nie są równe 100% kwoty wycenionej przez rzeczoznawcę z lombardu czy oszacowanej przez klienta. Lombard proponuje gotówkę w wysokości 30–90% oszacowanej kwoty. 
Pożyczki lombardowe są udzielane na okres nie krótszy niż 7 dni i nie dłuższy niż 3 miesiące. 
Kredyt lombardowy jest standardowo udzielany na okres od 1 dnia do 30 dni, choć można także natrafić na ofertę pożyczki długoterminowej z okresem spłaty wynoszącym kilka miesięcy. Od pożyczki lombardowej pobierana jest prowizja – minimum to zazwyczaj 10 złotych od przedmiotu, jednak każdy lombard ustala własną stawkę i dopasowuje ją każdorazowo do okresu kredytowania i wartości przedmiotu. Im dłuższy okres i wyższa wartość zastawu, tym większa prowizja. Okres pożyczki można w niektórych lombardach wydłużyć za uiszczeniem stosownej opłaty.